# Bredemeyera laurifolia
Bredemeyera laurifolia är en jungfrulinsväxtart som beskrevs av Kl. och Alfred William Bennett. Bredemeyera laurifolia ingår i släktet Bredemeyera och familjen jungfrulinsväxter. Inga underarter finns listade i Catalogue of Life.